# Namíbia az olimpiai játékokon
Namíbia 1992-ben vett részt első alkalommal az olimpiai játékokon, és azóta minden nyári sportünnepre küldött sportolókat, de sosem szerepelt még a téli olimpiai játékokon.
Namíbia olimpikonja, Frankie Fredericks összesen négy érmet - mind ezüst - szerzett atlétikában.
A Namíbiai Nemzeti Olimpiai Bizottságot 1990-ben alapították, és a NOB 1991-ben vette fel tagjai közé.

## Érmesek
| Érem  | Név                | Olimpia         | Sport    | Versenyszám |
| ----- | ------------------ | --------------- | -------- | ----------- |
| Ezüst | Frankie Fredericks | 1992. Barcelona | Atlétika | Férfi 100 m |
| Ezüst | Frankie Fredericks | 1992. Barcelona | Atlétika | Férfi 200 m |
| Ezüst | Frankie Fredericks | 1996. Atlanta   | Atlétika | Férfi 100 m |
| Ezüst | Frankie Fredericks | 1996. Atlanta   | Atlétika | Férfi 200 m |
| Ezüst | Christine Mboma    | 2020. Tokió     | Atlétika | Női 200 m   |

## Éremtáblázatok

### Érmek a nyári olimpiai játékokon
| Olimpia              | Arany | Ezüst | Bronz | Összesen |
| 1992, Barcelona      | 0     | 2     | 0     | 2        |
| 1996, Atlanta        | 0     | 2     | 0     | 2        |
| 2000, Sydney         | 0     | 0     | 0     | 0        |
| 2004, Athén          | 0     | 0     | 0     | 0        |
| 2008, Peking         | 0     | 0     | 0     | 0        |
| 2012, London         | 0     | 0     | 0     | 0        |
| 2016, Rio de Janeiro | 0     | 0     | 0     | 0        |
| 2020, Tokió          | 0     | 1     | 0     | 1        |
| 2024, Párizs         | 0     | 0     | 0     | 0        |
| Összesen             | 0     | 5     | 0     | 5        |

## Érmek sportáganként

### Érmek a nyári olimpiai játékokon sportáganként
| Namíbia érmei a nyári olimpiai játékokon sportáganként | Namíbia érmei a nyári olimpiai játékokon sportáganként | Namíbia érmei a nyári olimpiai játékokon sportáganként | Namíbia érmei a nyári olimpiai játékokon sportáganként | Az olimpiai zászlaja |

| Sportág  | Arany | Ezüst | Bronz | Összesen |
| -------- | ----- | ----- | ----- | -------- |
| Atlétika | 0     | 5     | 0     | 5        |
| Összesen | 0     | 5     | 0     | 5        |